# Aceria sheldoni
Aceria sheldoni är en spindeldjursart som först beskrevs av Ewing 1937.  Aceria sheldoni ingår i släktet Aceria och familjen Eriophyidae. Inga underarter finns listade i Catalogue of Life.

## Bildgalleri

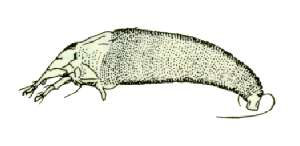
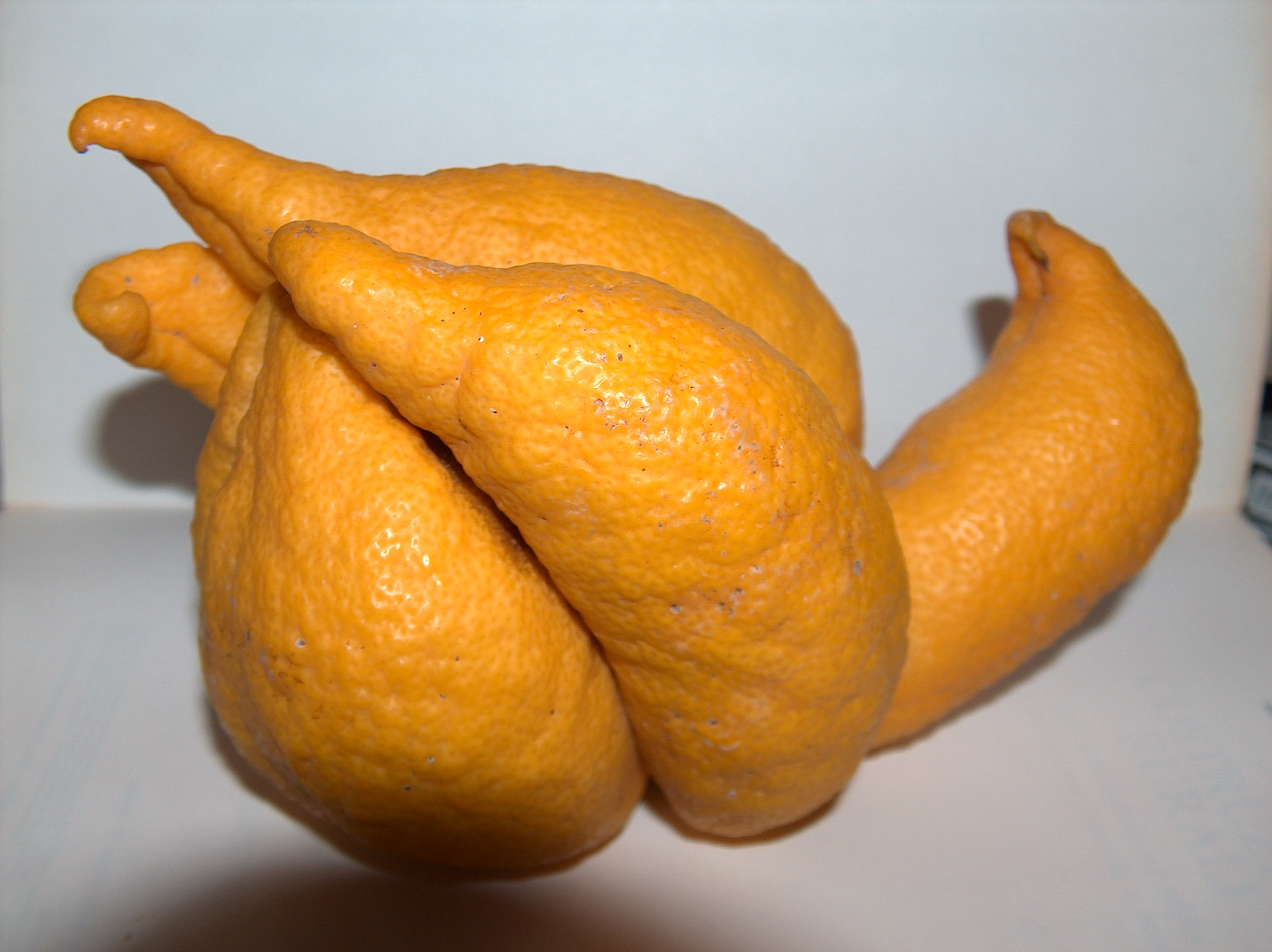
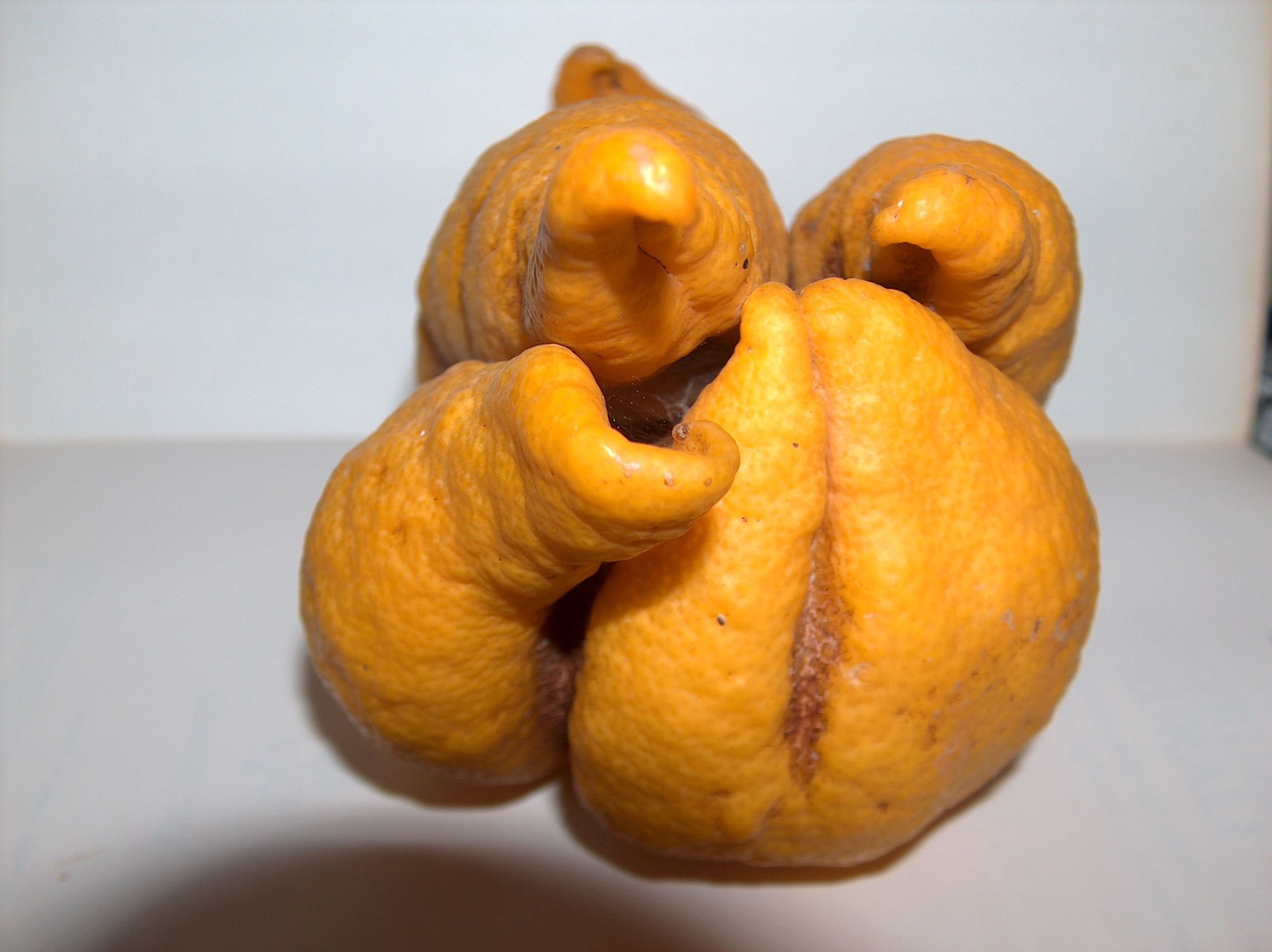
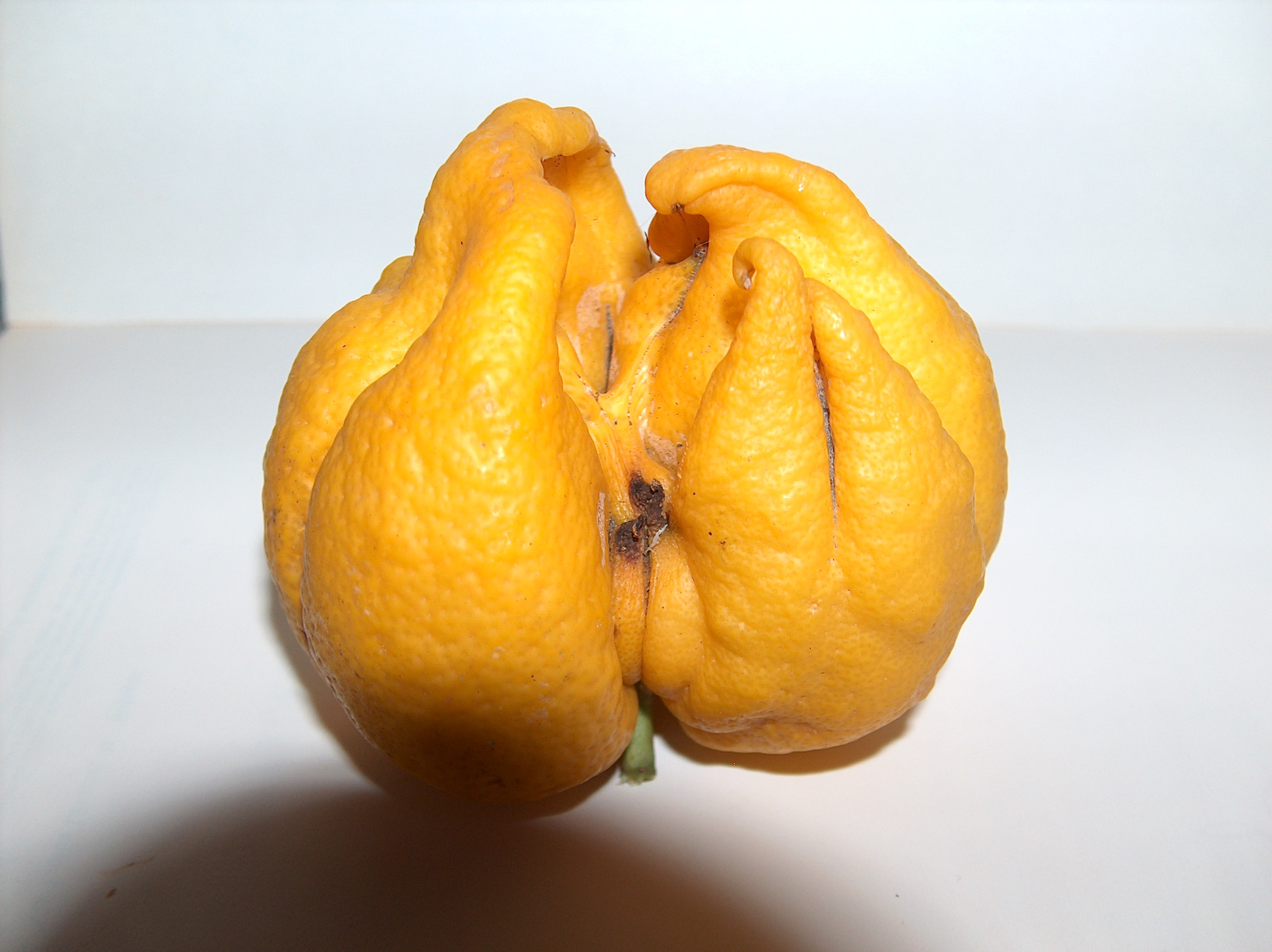